# 라우마주의
라우마주의(에스페란토: Raŭmismo 라우미스모)는 에스페란토의 정체성을 세계공용어로 정의하는 기존의 에스페란토 운동과 달리, 일종의 언어적 소수민족으로 정의하는 사상이다. 1980년 핀란드 라우마에서 열린 세계 청년 에스페란토 대회(Internacia Junulara Kongreso)에서 채택된 라우마 선언(에스페란토: Manifesto de Raŭmo)에서 비롯되었다.

## 정의
에스페란토 운동의 고전적인 목표는 에스페란토를 세계 공용의 국제어로 정착시키고, 국제 조직 및 세계 각국 정부의 승인을 받아 국제 교류에 기여하는 것이다. 이러한 목표를 최종승리주의(에스페란토: finvenkismo 핀벤키스모)라고 하는데, 이는 에스페란토의 국제적인 차용을 "최종 승리"(에스페란토: fina venko)라고 일컫기 때문이다.
라우마주의는 이러한 고전적인 목표들을 비현실적이라고 평가하지만, 이러한 목표를 달성하지 힘듦에도 불구하고 에스페란토 문화가 여러모로 가치있다고 주장한다. 라우마 선언에 따르면, 이와 같은 가치는 다음과 같다.
- 언어 교육: 일부 연구에 따르면, 에스페란토를 배우는 것은 다른 외국어를 공부하는 데 도움이 된다. 에스페란토는 매우 규칙적이므로 배우기 쉽고, 일단 하나의 외국어를 유창하게 구사할 수 있게 되면 추가 언어를 배우는 것은 상대적으로 쉬워진다. 또한, 외국어를 배우는 것 자체가 두뇌 발달에 도움이 된다는 결과가 있다.
- 국제 교류: 에스페란토 운동을 통해 에스페란티스토들은 다른 나라의 에스페란티스토들과 자연스럽게 교류할 수 있게 된다. 또한, 중립적인 국제어를 사용하게 되면, 예를 들어 영어를 모국어로 사용하는 사람들과 그렇지 않은 사람들 사이의 차별을 해소할 수 있다.
- 에스페란토 고유의 문화: 120여 년의 역사를 통해, 에스페란토 운동 고유의 에스페란토 문화가 발달하였다. 이는 에스페란토로 씌여진 문학 말고도, 각종 음악이나 활동 및 에스페란티스토 고유의 정체성이 포함된다.

## 라우마 선언
라우마 선언은 핀란드 라우마에서 열린 제36차 세계 청년 에스페란토 대회 (1980년 7월 25일~1980년 8월 1일)에서 발표되었다. 이는 세계 에스페란토 청년 단체(TEJO)의 공식 문서가 아니지만, 19개국의 85인이 서명하였고, 이 밖에도 몇몇 나라의 에스페란토 청년 단체 (핀란드, 스위스 등)가 승인하였다. 그 전문은 다음과 같다.
| Manifesto de Raŭmo | 라우마 선언 |
| Ĉi tiu dokumento ricevas la nomon de la urbo, en Finnlando, kie oni debatis, okaze de la 36a Internacia Junulara Kongreso (25a de julio - 1a de aŭgusto 1980) la temon “Esperanto en la 80aj jaroj: celoj kaj metodoj”. Ĝi ankoraŭ ne esprimas la oficialan opinion de TEJO kiel organizo, sed nur de tiuj, individuoj kaj grupoj, kiuj subskribis aŭ subskribos ĝin. La originalo de la Manifesto troviĝas ĉe FEJO (Finnlanda Esperantista Junulara Organizo), kiu akceptas eventualajn aliĝojn en skriba formo ĝis 31a de decembro 1980. [FEJO, ĉe s-ro B. Holmberg, Arentikuja 1 B 253, SF-00410 Helsinki 41.] | 이 문서는 핀란드의 도시의 이름을 땄다. 여기서는 제36차 세계 청년 에스페란토 대회 (1980년 7월 25일~1980년 8월 1일)가 개최되었고, 주제는 “1980년대의 에스페란토: 목표와 방법”이었다. 이 문서는 또한 TEJO 공식 단체로서의 의견을 나타내지 않고, 오직 이 문서에 서명한 개인과 단체의 의견을 나타낸다. 이 문서의 원문은 FEJO(핀란드 에스페란토 청년 단체)가 작성하였고, 1980년 12월 31일 공식적으로 서명하였다. [FEJO, c/o B. 홀름베르크 씨, 아렌티쿠야 길 1 B 253, SF-00410 헬싱키 41.] |
| 1. Krizo de identeco La subskribintoj konstatis kontraŭdiron en la sinteno de la esperantistaro, kvazaŭ konflikton inter idea superegoo kaj egoo: nia superegoo igas nin prediki al la aliaj homoj pri kelkaj mitoj — la dua lingvo por ĉiu / la angla lingvo estas nia malamiko / UN devas adopti Esperanton / ktp — kaj laŭdegi la lingvon eĉ neobjektive okaze de intervjuo; samtempe, inter ni, ni ĝuas kaj aplikas Esperanton laŭ tio kio ĝi efektive estas, sendepende de la pracelaj sloganoj. Tio ja estas krizo de identeco, kaj ni sentas la neceson motivi nian esperantistecon per io pli kohera.     | 1. 정체성의 위기 서명인들은 에스페란티스토들의 전반적인 태도에 대한 정반대를 선언한다. 이는 마치 초자아와 자아 사이의 충돌과 마찬가지다. 다른 이들에게 일련의 신화들(예를 들어, ‘만인을 위한 제2의 언어’ · ‘영어는 우리의 적’ · ‘국제 연합은 에스페란토를 차용하여야 함’ 등)을 선교하도록, 또 인터뷰 따위에서 에스페란토를 심지어 객관적이지 않게 과대평가하도록 초자아는 우리를 부추긴다. 그러나 사적으로는 우리는 에스페란토를 즐기며 이러한 구식 목표에 대한 슬로건들과 상관없이 에스페란토가 유용한 대로 사용한다. 이는 분명 정체성의 위기이며, 우리는 우리의 에스페란티스토성을 더 조리있는 방향으로 동기부여할 필요를 느끼고 있다. |
| 2. Kritiko de praceloj Ni kredas ke: - la oficialigo de Esperanto estas nek verŝajna nek esenca dum la 80aj jaroj — oni havu alternativajn celojn; - la faligo de la angla lingvo estas nek tasko nek zorgo de la esperantistoj: finfine la angla rolas nur kiel help-lingvo, analoge al la franca siatempe (eĉ malpli grave ol iam la franca mem); Zamenhof neniam proponis al la E-movado kiel celon kontraŭstari la francan, ĉar por Esperanto li antaŭvidis pli valoran alternativan rolon. | 2. 구식 목표들에 대한 비판 우리는 다음과 같이 믿는다. - 에스페란토의 공식화는 1980년대를 맞아 현실적이지도 않고 필요하지도 않다. 우리는 어떤 대안 목표가 필요하다. - 영어의 타도는 에스페란티스토의 임무나 관심 사항이 아니다. 드디어 영어는 오직 보조어로서 사용되고 있다. 이는 마치 한때의 프랑스어와 마찬가지다 (오히려 이전의 프랑스어보다 보조어적인 성격이 더 강하다고 할 수 있다). 자멘호프는 에스페란토 운동이 프랑스어를 반대하여야 한다고 한번도 주장하지 않았다. 자멘호프는 에스페란토가 이보다 더 값진 역할을 할 수 있을 것이라고 내다보았기 때문이다.                                                                       |
| 3. Niaj celoj Ni celas disvastigi Esperanton por pli kaj pli, iom post iom realigi ĝiajn pozitivajn valorojn: 1. propedeŭtiko por lingvoinstruado; 2. kontaktoj inter ordinaraj homoj; 3. kontaktoj sendiskriminaciaj; 4. novtipa internacia kulturo. Lige kun la lasta valoro, ni emfazas ke la serĉado de propra identeco igis nin koncepti esperantistecon kvazaŭ la aparteno al mem elektita diaspora lingva minoritato. La kresko de niaj fortoj kaj la aliĝo de novaj homoj estas nepre kondiĉitaj de la konsciiĝo pri tiuj ĉi valoroj.                                                                     | 3. 우리의 목표들 우리는 에스페란토를 널리 퍼뜨려, 다음과 같은 긍정적인 가치들을 조금씩 실현하고자 한다. 1. 초등 언어 교육 2. 일상인들 사이의 교류 3. 차별 없는 교류 4. 새로운 형태의 국제 문화 이 마지막 가치에 대하여, 우리는 정체성의 탐구로부터 다음과 같은 결론을 내릴 수밖에 없다고 강조하고 싶다. 에스페란티스토가 된다는 것은 마치 어떤 자발적으로 선택된, 분산된 언어 소수자 집단에 속하게 된 것과 마찬가지다. 우리가 힘을 키우고 더 많은 사람들을 모으려면, 이러한 가치들을 잊어서는 아니된다. |
| 4. La kongresoj kiel vojo al kresko Internaciaj kongresoj kaj renkontiĝoj estas esencaj por la asimiliĝo de homoj al nia lingva komunumo: necesas unuflanke kongresi pli ofte inter ni, kaj rezervi la kunsidadon de gvidorganoj al apartaj funkciulaj kunvenoj, laŭ la modelo de la TEJO-seminario en Strasburgo (junio 1980), kaj aliflanke necesas fortigi la uzon de Esperanto kiel laborlingvo en fakaj konferencoj internaciaj, laŭ la modelo de la Freinet-instruistoj. | 4. 성장의 길로서의 에스페란토 대회 국제 대회와 모임들은 우리의 언어 공동체로 더 많은 사람들을 유치하기 위하여 필수적이다. 한편으로는 우리 사이에 더 자주 대회를 열고, 지도 기관들의 회의는 다른 행시에서 따로 여는 것이 필요하다. 1980년 6월 스트라스부르그에서 열린 세계 에스페란토 청년 단체 세미나가 좋은 예가 된다. 다른 한편으로는 국제 학술회들을 열어, 학술어로서의 에스페란토의 사용을 강화하여야 한다. 예를 들어, 프레네 교육학회 따위가 있다. |
| 5. Ni kredas ke la unua jarcento de Esperanto pruvis la taŭgecon de la lingvo por esprimi ĉion; meze de la 80-aj jaroj, komence de la dua jarcento, ni devos ekmontri al la mondo ke ni kapablas ankaŭ diri ion — ion kulture originalan kaj internacie valoran. | 5. 에스페란토의 첫 세기는 이 언어로 그 무엇이든지 표현하는 데 적합하다는 것을 보였다고 우리는 믿는다. 1980년대 중반에서, 두 번째 세기가 시작될 즈음, 우리는 에스페란토가 뭔가 — 뭔가 문화적으로 독창적이고, 국제적으로 가치있는 것 —를 말할 수 있다는 것을 보이기 시작하여야 한다. |